# While the City Sleeps, We Rule the Streets
While the City Sleeps, We Rule the Streets to debiutancki album nowojorskiego zespołu Cobra Starship. Płyta została wydana 10 października. Singlami promującymi album zostały piosenki: „Snakes on a Plane (Bring It)\”, „The Church of Hot Addiction” oraz „Send My Love to the Dancefloor, I'll See You In Hell (Hey Mister DJ)”. Utwór „Snakes on a Plane (Bring It)” został wykorzystany na ścieżce dźwiękowej do filmu „Węże w samolocie”.

## Lista utworów
1. „Being from Jersey Means Never Having to Say You're Sorry” - 2:06
2. „Send My Love to the Dancefloor, I'll See You in Hell (Hey Mister DJ)” - 3:48
3. „The Church of Hot Addiction” - 3:40
4. „The Kids Are All Fucked Up” - 4:15
5. „It's Warmer in the Basement” - 2:57
6. „Keep It Simple” (featuring Ted Leo) - 4:10
7. „It's Amateur Night at the Apollo Creed!” - 3:08
8. „Snakes on a Plane (Bring It)” (featuring William Beckett, Travis McCoy, Maja Ivarsson) - 3:19
9. „The Ballad of Big Poppa and Diamond Girl” - 3:27
10. „Pop-Punk Is Sooooo '05” - 3:01
11. „You Can't Be Missed If You Never Go Away” - 3:21